# カルトリ・ソビエト百科事典

“グルジアSSR”巻の表紙

カルトリ・ソビエト百科事典（カルトリ・ソビエトひゃっかじてん、グルジア語: ქართული საბჭოთა ენციკლოპედია、グルジア語ラテン翻字: Kartuli Sabchota Entsiklopedia）は、グルジア文字（ムヘドルリ）で記載された初の百科事典である。1965年にトビリシで出版された。編集長はイラクリ・アバシゼ。
この百科事典は、数字連番11巻とグルジアSSR専用1巻の、計12巻で構成されており、ジョージア語とロシア語の両方で印刷されている。